# Velvets Theater

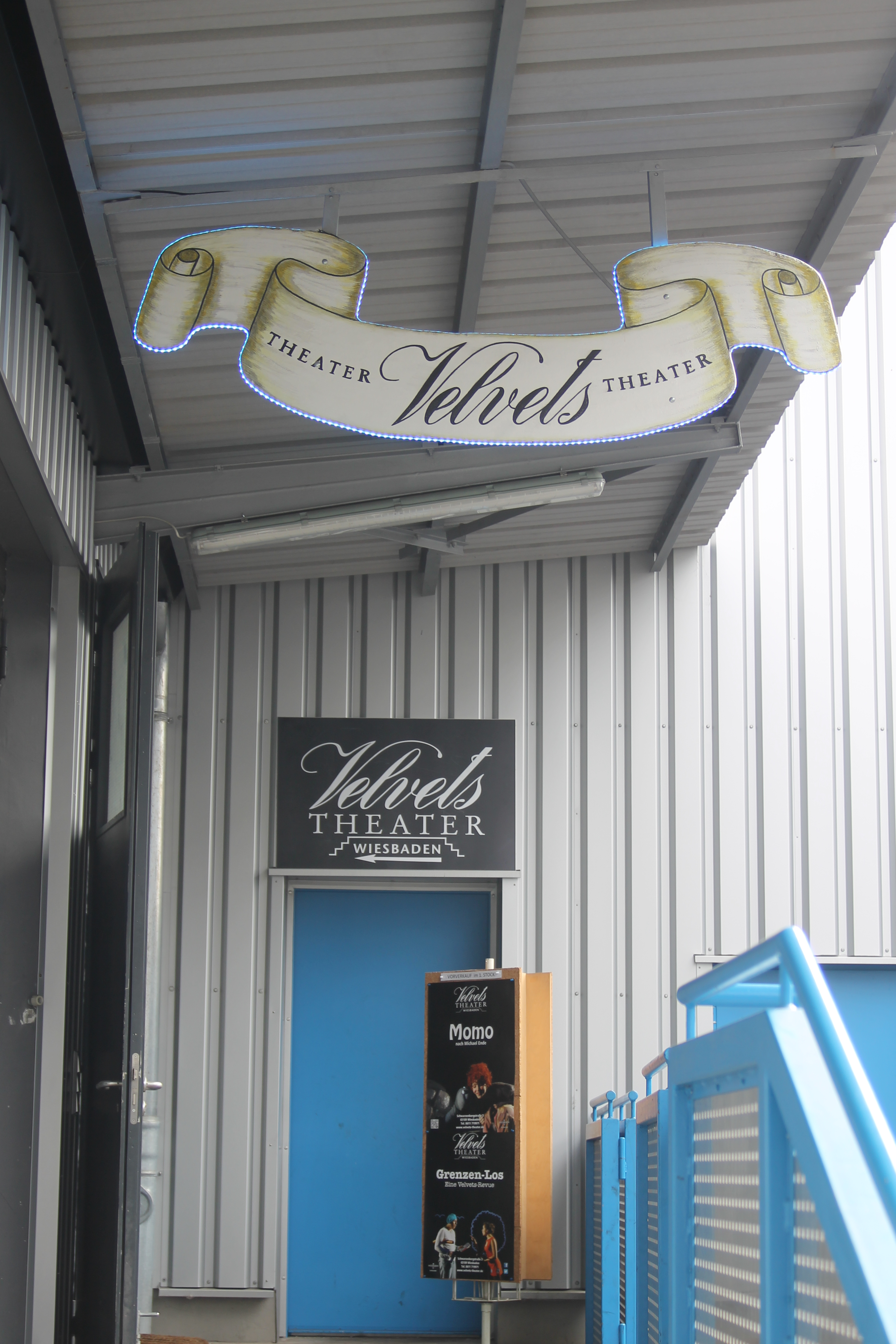
Eingang Velvets Theater

Das Velvets Theater oder auch „Die Velvets“ ist ein Ensemble für Schwarzes Theater, das seit 1967 besteht und seit 1996 in Wiesbaden ein Repertoiretheater mit 130 Plätzen betreibt.

## Geschichte
1958 gründeten Absolventen des Fachbereichs Figurentheater der Akademie der Musischen Künste (DAMU) in Prag das erste Schwarze Theater. Bedrich Hányš hatte gerade sein erstes Semester an der Akademie absolviert, Dana Bufková sich fürs Studium eingeschrieben. So lernten sich die beiden Künstler kennen. Sie waren von der neuen Theaterform mit den Effekten fasziniert und traten noch während ihrer Ausbildung dem Ensemble des Schwarzen Theaters bei. Die junge Gruppe hatte mit ihrer Kunst Erfolg. Internationale Gastspiele und Tourneen führten sie nach London, Paris und Las Vegas, auf Theater- und Revuebühnen und ins Fernsehen.
Nach einer Spielzeit an der Avantgarde-Bühne Laterna magika gründeten Dana Bufková und Bedrich Hányš 1967 ihre eigene Theatergruppe und nannten diese „Velvets“ (die „Samtenen“), weil die Spieler in schwarzen Samt gekleidet vor schwarzem Samt agieren.
Als im August 1968 der „Prager Frühling“ von den Panzern des Warschauer Paktes niedergeschlagen wurde, verließen die Velvets ihre Heimat. Es folgten Aufenthalte in Italien, Frankreich, England, der Schweiz und auf den Bahamas.

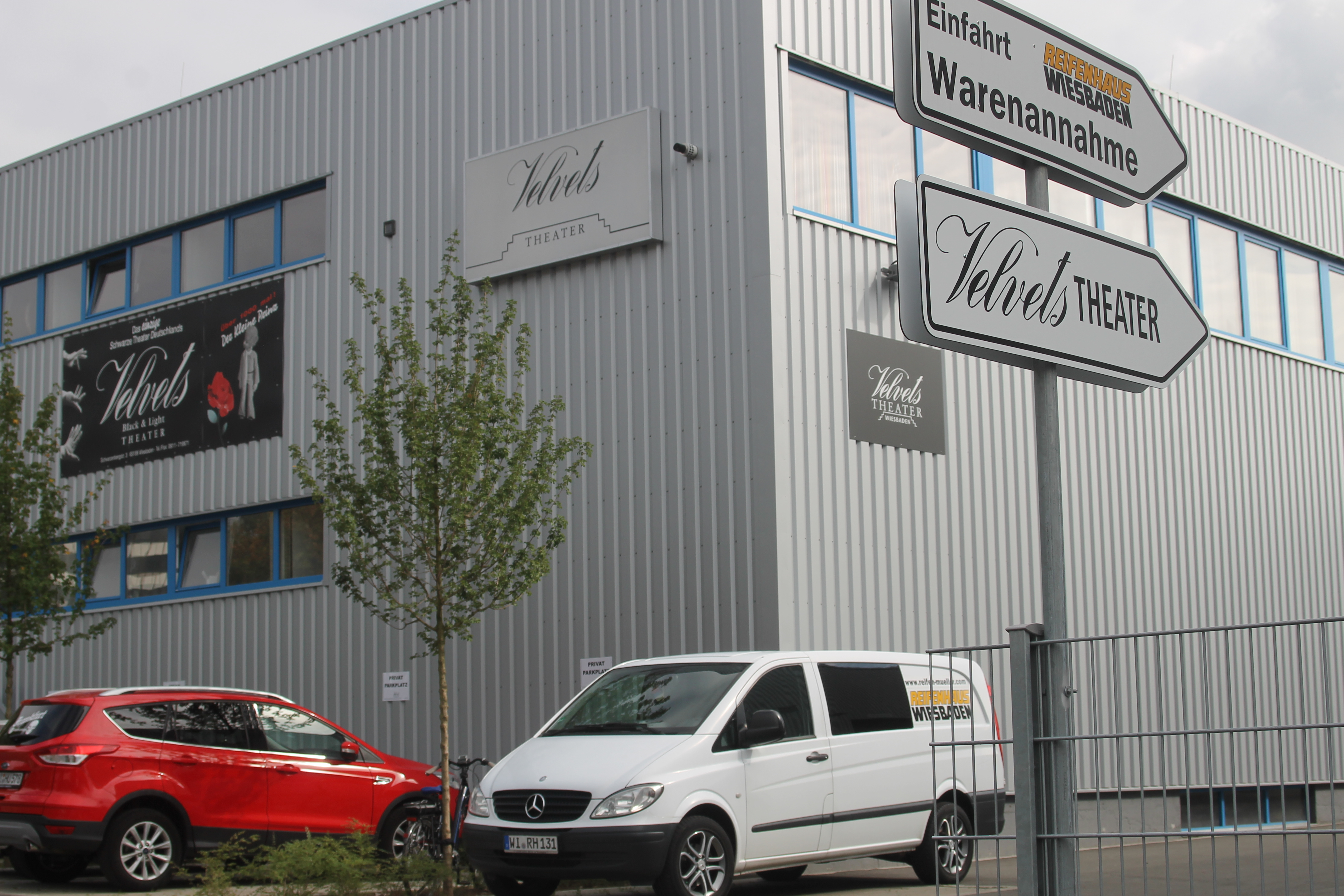
Außenansicht Velvets Theater

Schließlich fand die Truppe 1970 in Wiesbaden ein neues Zuhause. Dort ergab sich die Möglichkeit, neben den Bühnenproduktionen auch für das Fernsehen zu arbeiten. So entstanden Trickfilme für ARD und ZDF. Von 1975 bis 1984 konnten die Velvets als eigenständige Sparte am Stadttheater Mainz agieren und entwickelten ein breites Repertoire. Seit 1984 hatten die Velvets den Status einer freien Theatergruppe.
1996 eröffneten die Velvets in der Schwarzenbergstraße in Wiesbaden die erste feste Bühne mit Schwarzem Theater in Deutschland. Weiterhin gaben die Velvets Gastspiele, unternahmen Tourneen in Taiwan und nahmen an internationalen Festivals teil. Es folgten Auftritte in Israel, Polen und Bulgarien.
Nach Umbau und Renovierung der Spielstätte hielt das Ehepaar 2011 mit dem Stück „Grenzen-Los“ nicht nur autobiografisch Rückschau, sondern übergab in diesem Jahr auch die Theaterleitung an seine Tochter Barbara Naughton. Die Musicaldarstellerin gab dem Theater neue Impulse mit zusätzlichen Schauspiel-, Gesangs- und Tanzelementen. Das Repertoireprogramm aus eigenen Inszenierungen wird durch Gastspiele, Lesungen und Konzerte mit unter anderem Renate Kohn, Christine Urspruch, Ulrich Cyran und Stephan Bieker ergänzt.

## Inszenierungen
als freie Gruppe:
- 1971: Kontraste

als eigene Sparte am Staatstheater Mainz:
- 1975: Momentaufnahmen, Menschliche Komödie
- 1978: Der Kleine Prinz
- 1979: Nur keine Angst Bubu
- 1980: Alice im Wunderland
- 1982: Sommerliches Intermezzo, Die Verwandlung
- 1983: Der Zauberer von Oz
- 1984: Der Zauberlehrling

als freie Gruppe:
- 1988: Die Zauberflöte
- 1992: Hoffmanns Erzählungen
- 1995: Die kleine Meerjungfrau Rusalka

als Privattheater in Wiesbaden:
- 2000: Der Sturm
- 2003: Spiel in Schwarz
- 2011: Grenzen-Los
- 2012: Schneewittchen
- 2013: Momo
- 2014: Die Zauberlampe
- 2017: Der blaue Vogel, nach Maurice Maeterlinck[2]

## Festivals (Auswahl)
- 1973: Internationales Festival der Union Internationale de la Marionette in Charleville-Mézières, Frankreich
- 1975: Theaterfestival Spectrum 75 in Klagenfurt-Villach, Österreich
- 1978: Festival Spring in Jerusalem, Israel
- 1980: Festival Atti Unici in Arezzo, Italien
- 1989: Internationale Maifestspiele in Wiesbaden, Internationale Festspiele in Bergen, Norwegen
- 1991: Internationales Theaterfestival in Toruń, Polen
- 1993: Internationales Figurentheaterfestival in Porto, Portugal
- 2003: Internationales Festival der Union Internationale de la Marionette in Charleville-Mézières, Frankreich

## TV-Auftritte
Dana Bufková und Bedřich Hányš hatten in tschechoslowakischen Trick-, Puppen- und Märchenspielfilmen sowie in Bing Crosbys Fernsehshow „The Hollywood Palace“ und der Peter-Alexander-Show mitgewirkt, als sie 1970 in Wiesbaden ankamen. Es folgten Showbiz-Einlagen bei Ilja Richter, Katja Ebstein ("Katja & Co."; 1976) und Harald Juhnke. ZDF, SWR und andere dritte Programme der ARD zeichneten in den siebziger und achtziger Jahren auch ganze Produktionen der „Velvets“ auf, so zum Beispiel „Späße aus dem Dunkeln“, „Der kleine Prinz“, „Nur keine Angst Bubu“ und „Der Zauberlehrling“. Für die ZDF-Produktion „Der Prozess des Reineke Fuchs“ (1990) wurden die pantomimischen Hauptrollen mit den Velvets besetzt. Viermal lief die komplette Velvets-Inszenierung der „Zauberflöte“ im ZDF, danach noch neunmal im ZDFtheaterkanal. Zahlreiche Trickfilm-Animationen für Kindersendungen wie „Sesamstraße“ (NDR), „Rappelkiste“ (ZDF), „Lemmi und die Schmöker“ (WDR) und „Die Sendung mit der Maus“ (WDR) übernahmen die „Velvets“ ebenfalls. Es gab mehrere TV-Reportagen über die Velvets; auch als Talkgäste waren sie eingeladen.

## Preise und Auszeichnungen
- 1980/2017:[1] Mainzer Pfennig für Verdienste im kulturellen Leben der Stadt Mainz
- 1980: 1. Preis beim Festival Atti Unici in Arezzo, Italien
- 1991: 1. Preis beim Internationalen Theaterfestival in Toruń, Polen
- 2009: Kulturpreis der Landeshauptstadt Wiesbaden[5]
- 2017: Bronzene Stadtplakette der Stadt Wiesbaden zum 50-jährigen Bestehen[1]